# Richard Krust
Richard Krust (* 4. August 1928 in Wurmberg) ist ein deutscher Bogenschütze.
Krust, aktiv für die Schützen-Gilde Ludwigsburg, nahm an den Olympischen Spielen 1972 in München teil und beendete den Wettkampf im Bogenschießen auf Rang 30, nur wenig besser als sein Ergebnis bei den Europameisterschaften. Bei den deutschen Meisterschaften im selben Jahr wurde Krust Dritter.
Er entwickelte einen speziellen Bogen, den Krust-Bogen.